# Elly Griffiths
Domenica de Rosa, conosciuta con il nom de plume di Elly Griffiths (Londra, 17 agosto 1963), è una scrittrice britannica.

## Biografia
Nata a Londra nel 1963, vive e lavora con il marito e i due figli nei pressi di Brighton.
Nata Domenica De Rosa, ha lavorato nel campo dell'editoria prima di dedicarsi a tempo pieno alla scrittura.
Dopo gli inizi nella narrativa rosa e per ragazzi firmata con il suo vero nome, con Il sentiero dei bambini dimenticati ha inaugurato la serie gialla con protagonista l'antropologa forense Ruth Galloway arrivata al 2020 alla dodicesima indagine.
L'ultimo riconoscimento in ordine di tempo che ha ricevuto è stato il Premio Edgar per il miglior romanzo nel 2020 per il romanzo The Stranger Diaries.

## Opere

### Serie Ruth Galloway
- Il sentiero dei bambini dimenticati (The Crossing Places), Milano, Garzanti, 2009 traduzione di Massimo Gardella ISBN 978-88-11-67027-8.
- La casa dei corpi sepolti (The Janus Stone), Milano, Garzanti, 2010 traduzione di Matteo Curtoni e Maura Parolini ISBN 978-88-11-67028-5.
- La palude delle ossa (The House at Sea’s End), Milano, Garzanti, 2011 traduzione di Matteo Curtoni e Maura Parolini ISBN 978-88-11-67044-5.
- Il museo delle ombre segrete (A Room Full of Bones, 2012), Milano, Garzanti, 2013 traduzione di Duccio Viani ISBN 978-88-11-68689-7.
- A Dying Fall (2013)
- The Outcast Dead (2014)
- The Ghost Fields (2015)
- The Woman in Blue (2016)
- The Chalk Pit (2017)
- The Dark Angel (2018)
- The Stone Circle (2019)
- The Lantern Men (2020)

### Serie Edgar Stephens e Max Mephisto
- The Zig Zag Girl (2014)
- Smoke and Mirrors (2015)
- The Blood Card (2016)
- The Vanishing Box (2017)
- Now You See Them (2019)

### Serie Justice Jones
- A Girl Called Justice (2019)
- The Smugglers' Secret (2020)

### Altri romanzi
- The Stranger Diaries (2018)
- The Postscript Murders (2020)

### Opere firmate Domenica de Rosa
- The Little Book of Shakespeare and Food (2001)
- The Italian Quarter (2004)
- The Eternal City (2005)
- Villa Serena (2007)
- Summer School (2008)
- One Summer in Tuscany (2017)

### Antologie
- Killer Women Crime Club Anthology 2 (2017)

## Premi e riconoscimenti
- Premio Mary Higgins Clark: 2011 vincitrice con Il sentiero dei bambini dimenticati
- Dagger in the Library: 2016[8]
- Premio Edgar per il miglior romanzo: 2020 vincitrice con The Stranger Diaries